# Jan Eggum
Jan Eggum, né le 8 décembre 1951 à Bergen, est un auteur-chanteur-interprète norvégien actif depuis 1975. Il est souvent caractérisé comme un «visage mélancolique», et les thèmes de ses chansons sont souvent liés aux cœurs brisées, à la solitude et à la tristesse.
Il a débuté comme chanteur de pub à Londres, et a gagné sa vie pendant deux ans à écrire des chansons en anglais. Une de ses chansons les plus célèbres "En natt forbi" ("Une nuit de repos") a été initialement écrite en anglais, avec le titre "Alone, Awake".
Eggum a signé un contrat en 1975 avec la société d'enregistrement norvégienne CBS. Il enregistre son premier album Trubadur à l'automne 1975. Il se fera connaitre du grand public deux ans plus tard, grâce à son troisième album, "Heksedans" sorti en 1977. Cet album lui a permis de recevoir le prix norvégien Spellemannprisen, et des classiques tels que "Mor, JEG Vil tilbake".
Depuis, Eggum est devenu un des artistes les plus connus de Norvège, à la fois en tant qu'artiste solo et avec ses collaborations musicales. Il a par exemple fait partie de Gitarkameratene avec les guitaristes Lillebjørn Nilsen, Øystein Sunde et Halvdan Sivertsen.

## Discographie

### Albums
- Jan Eggum (1975)
- Trubadur (1976)
- Heksedans (1977)
- En natt forbi (1979)
- En sang fra vest (1979)
- 5 år med Jan Eggum - 14 utvalgte sanger (1980)
- Alarmen går (1982)
- E.G.G.U.M. (1985)
- Da Capo (1990)
- Underveis (1991)
- Nesten ikke tilstede (1993)
- Mang slags kjærlighet (1994)
- Dingli bang (1997)
- Deilig (1999)
- Ekte Eggum (2001)
- President (2002)
- Alle gjør det (2004)
- 30/30 (2005)
- Hjerteknuser (2007)

### Singles
- En sang fra vest / Kort opphold (1979)
- Alarmen går / Vest for Voss (1981)
- En helt ny dag / Sommeren nytes best om vinteren (1984)
- Utenfor (1988) (avec Bjørn Eidsvåg, Sidsel Endresen, Silje Nergård)